# Nolan Arenado
Nolan James Arenado (* 16. April 1991 in Newport Beach, Kalifornien) ist ein US-amerikanischer Baseballspieler in der Major League Baseball (MLB). Seit 2021 spielt er bei den St. Louis Cardinals auf der Position des Third Baseman.

## Leben und Karriere
Nolan Arenado wurde im April 1991 in Newport Beach im US-Bundesstaat Kalifornien geboren. Sein Vater ist Fernando Arenado und hat seine Wurzeln in Kuba, seine Mutter, Millie Arenado, war ehemalige Pitcherin und stammt aus Puerto Rico. Arenado hat einen älteren Bruder, Fernando Jr., der als Freizeitbeschäftigung Baseball spielt und einen jüngeren Bruder, Jonah Arenado, der auch als Third Baseman im A-Team der San Francisco Giants spielt. Nolan Arenado ging auf die El Toro High School in Lake Forest im Süden Kaliforniens. Dort ging er auch in das Baseballteam der Schule. Im Team lernte er Austin Romine kennen, der heute für die New York Yankees spielt. Arenado hatte die Nummer 12 im Team. Der Trainer Mike Gonzales äußerte sich mit folgenden Worten:

“This is something I’ve been thinking about for the last year, they’ve done so much for our program. Even when they were in the minor leagues and now in the majors, they’ve always come back and worked out with our guys. We’ve been very fortunate to have them [in our programm].”

„Das ist etwas, worüber ich das letzte Jahr nachgedacht habe, sie haben so viel für unser Programm getan. Auch wenn sie früher in den Minor Ligen gespielt haben und jetzt in der Major League spielen, sie sind immer wieder zurückgekommen und haben mit unseren Jungs gearbeitet. Wir haben sehr viel Glück gehabt, sie [in unserem Programm] zu haben.“

Im Jahr 2008 gewann Arenado mit der High School die California Interscholastic Federation (CIF), einen Baseballwettbewerb der Schulen in Kalifornien. Die Los Angeles Times kürte ihn daraufhin zum All-Star des Teams, weil er mit einem Batting Average von .456, 32 Runs batted in und 33 Runs erzielte. Arenado bekam vom Trainer Gonzales eine Empfehlung, an der Arizona State University ein Baseballstipendium zu besuchen. Von der Universität ging er 2013 runter, da er professionell spielen wollte. Somit wechselte er zu den Colorado Rockies.

### Colorado Rockies
Die Colorado Rockies haben neben Arenado auch noch Rex Brothers, einen Linkshänder, der Pitcher ist und den First Baseman Ben Paulsen ins Team geholt.

#### 2013–2014

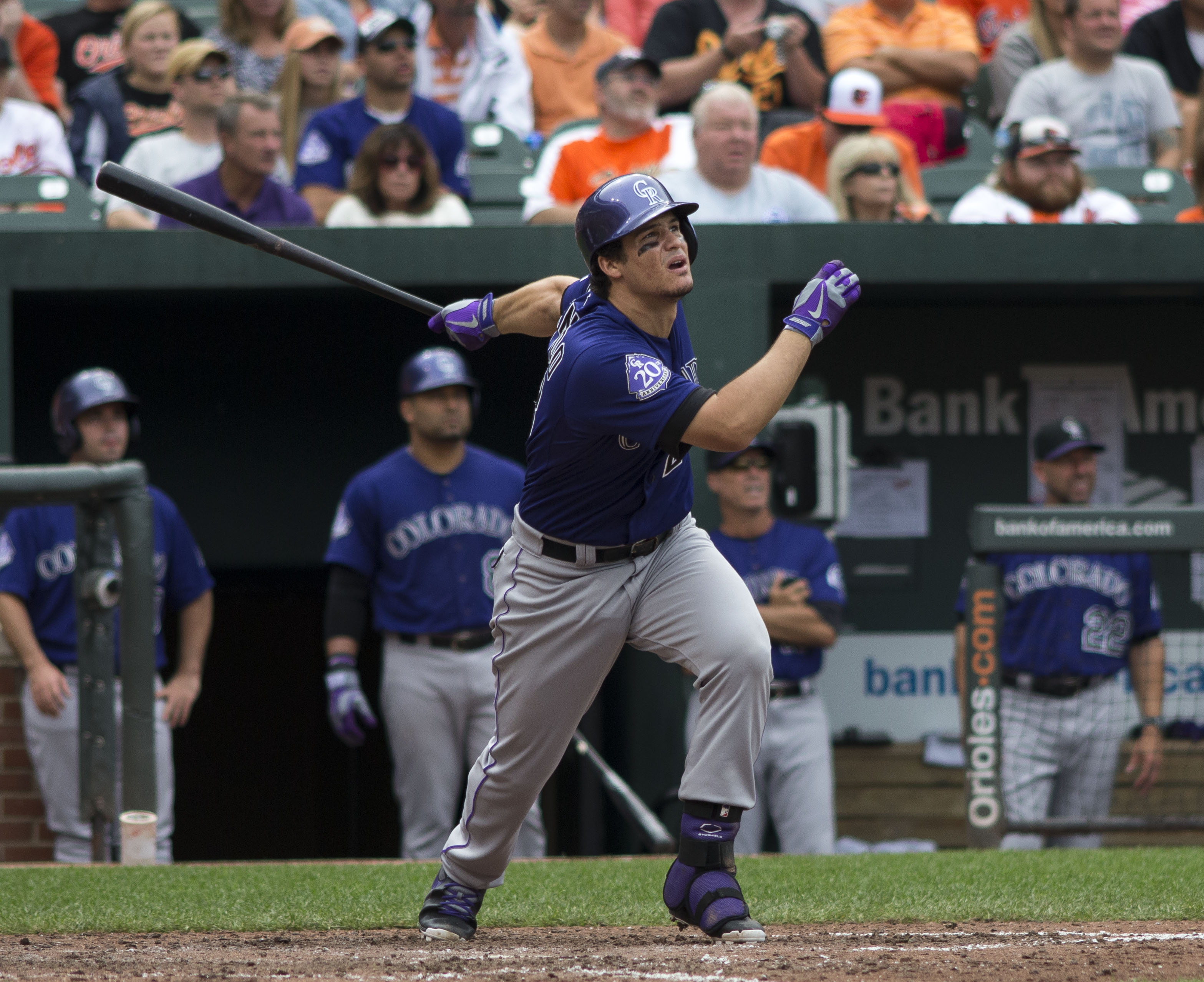
Nolan Arenado mit den Colorado Rockies August 2013

Trotz seines starken Trainings im Frühjahr, erreichte er bei der Colorado Springs Sky Sox in der Pacific Coast League (PCL) nur einen Durchschnittswert von 0,364 Punkten. Chris Nelson erkannte den eigentlich guten Einsatz von Arenado, da er 23 Runs batted in hatte und beförderte ihn, so dass er als Nummer 28 spielen kann. In seinem zweiten Spiel gegen die Los Angeles Dodgers Ende April 2013 machte er seine ersten drei Major hits und den ersten Home Run. Der Spielendstand war 12:2 für die Colorado Rockies. Am 29. Oktober 2013 war Arenado der erste Rockie, der es seit 1957 geschafft hat, den Gold Glove zu gewinnen.
Im April 2014 hatte Arenado seinen ersten multitple home run gegen Brandon McCarthy im Spiel gegen die Arizona Diamondbacks, wo die Rockies am Ende 9:4 gewonnen haben. Anfang Mai brach Arenado in Arlington den Rockies-Franchise-Hit-Streak-Rekord, einen Wettbewerb, den vorher Michael Cuddyer in der letzten Saison aufstellte. Am 24. Mai 2014 hatte sich Arenado bei einem Schlägerbruch seinen linken Mittelfinger gebrochen. Wegen der Fraktur fiel Arenado für insgesamt 37 Spiele aus. Er kehrte am 28. Juni wieder zurück. Wegen einer Lungenentzündung verlor Arenado am Ende der Saison noch Zeit, Spiele für die Colorado Rockies zu spielen. Am Ende gewann er zum zweiten Mal den Gold Glove.

#### 2015
In sechs Spielen in der National League erzielte er bis Juni 2015 insgesamt drei multiple home runs, sieben Home Runs und drei Run Batted Ins. Er war der zehntbeste Spieler in den zwei Hauptligen, American League und National League. Deshalb wurde er auch zum MLB All-Star 2015 gekürt. Zum ersten Mal als National League Reserve im Great American Ball Park in Cincinnati, Ohio. Am 5. September spielte er gegen die San Francisco Giants, das sechste Spiel, das er hintereinander spielte und somit Rockies Rekorde brachen, die Dante Bichette, der als Outfielder spielte und Larry Walker, der ebenfalls als Outfielder tätig war, brach. In seinem ersten National-League-Spiel im September 2015 erreichte er einen Batting Average von .339, 11 Home Runs, 32 Run Batted Ins und 79 Gesamtbasen. Damit erreichte er einen Slugging Percentage von .705 und wurde somit zweiter in seiner Liga.
Er führte die Liga in der Saison mit 130 Run Batted Ins und mit insgesamt 354 gestohlenen Basen an. Zusätzlich hatte er einen Batting Average von .287, einen On-Base Percentage (OBP) von .323 und einen Slugging Percentage von .575. Somit gewann er mit diesen Werten den Silver Slugger Award. Er war der Erste aus dem Team, der den Silver Slugger Award seit dem ihn Larry Walker 1997 gewonnen hatte. Als Third Baseman gewann Arenado den Gold Glove zum dritten Mal in Folge.

#### 2016
Arenado und die Colorado Rockies vermieden Mitte Januar das Lohnschiedesgericht und einigten sich stattdessen auf ein Gehalt von 5 Millionen US-Dollar, was einen Anstieg von 512.000 US-Dollarn im Vergleich zum Vorjahr ist. Arenado machte sein zweites All-Star-Game in PETCO Park in San Diego. Am 8. August spielt Arenado sein hundertste Spiel in der Major League Franchise Geschichte und ist somit der jüngste Spieler seit 1941, der unter 25 Jahren diesen Erfolg hatte. Mit insgesamt 160 Spielen und einem Batting Average von .294, 182 Hits, 6 Triples und 35 Doubles beendete Arenado das Jahr.

### St. Louis Cardinals
Am 1. Februar 2021 gaben die St. Louis Cardinals bekannt, dass sie sich die Rechte an Arenado im Gegenzug für Pitcher Austin Gomber und vier weitere Minor League Spieler sicherten. Um die Last des ausstehenden Gehaltes Arenados zu mindern, überwiesen die Colorado Rockies außerdem ca. 50 Millionen US-Dollar nach St Louis. Als Teil der Vereinbarung die No-Trade-Klausel seines Vertrages aufzuheben, verlängerte Arenado seinen ursprünglich bis 2026 laufenden Vertrag um ein Jahr bis 2027.